# La moglie di mio padre
La moglie di mio padre è un film del 1976, diretto da Andrea Bianchi.

## Trama
L’industriale Antonio Lenzini sposa in seconde nozze Laura, una bellissima donna più giovane di lui. Nonostante lei lo ami e gli sia fedele, Antonio è tormentato da pensieri ossessivi e contrastanti che lo rendono incapace di avere rapporti sessuali con la moglie. Benché Laura cerchi di essere comprensiva, allo stesso tempo rivendica il proprio diritto a essere desiderata e a condurre una vita coniugale appagante. Antonio si consulta con l’amico medico Carlo, che prima lo spinge ad avere rapporti con altre donne e, successivamente, lo convince che la causa della sua impotenza è meramente psichica e dovuta alle troppe preoccupazioni lavorative. Antonio si convince dunque a richiamare il giovane e affascinante figlio Claudio (che studia a Bruxelles) per farsi sostituire alla guida dell’azienda e poter dedicare, dunque, più tempo alla vita coniugale. Con l’arrivo del figlio, però, le cose peggiorano dato che Antonio, dopo aver tradito la moglie, non è più in grado di riavvicinarsi emotivamente a lei. Nel frattempo, il figlio di Antonio corteggia Laura e i due instaurano una relazione. A questo punto, preso dalla rabbia e terrorizzato dall’essere lasciato, Antonio uccide Laura.